# Simaetha deelemanae
Simaetha deelemanae là một loài nhện trong họ Salticidae.
Loài này thuộc chi Simaetha. Simaetha deelemanae được Zhang, Da-xiang Song & Li miêu tả năm 2003.